# Márcia Noleto
Márcia Cristina Massena Fernandes Noleto (Rio de Janeiro, 1963) é uma psicóloga de abordagem fenomenológico-existencial, pesquisadora, palestrante, professora e escritora brasileira reconhecida por seu trabalho pioneiro com luto materno e abordagem humanizada sobre a morte e sobre o tema do luto em geral.
Fundadora e coordenadora da C-FEN: Clínica e cursos em Fenomenologia e do Grupo Mães Semnome. É referência no acolhimento a mães enlutadas por todo o país e no exterior.

## Formação e carreira
Formou-se em Psicologia clínica, CRP-05/56633, pelo Centro Universitário (IBMR), em 2018. Fez formação teórico-prática em Psicoterapia Fenomenológico-Existencial no Instituto de Fenomenologia do RJ (IFEN), em 2017, orientada pela Profa. Ana Maria Lopez Calvo de Feijoo e Myriam Moreira Protasio. Obteve o título de Especialista em Psicologia Clínica Fenomenológico-Hermenêutica, na pós-graduação feita na Universidade Santa Úrsula, em 2019. Tornou-se Mestre em Metafísica e Filosofia da Ciência pela Universidade Estadual do Rio de Janeiro (UERJ-2024), orientada pelo Prof. Marco Antônio dos Santos Casa Nova e banca composta com o Prof. Alexandre Marques Cabral e Ana Tereza Camasmie. Graduada em Jornalismo, Faculdade Hélio Alonso, em 1988 e em História, Literatura e Civilização Francesa pela Universidade de Nancy II (França), em 2004. Dedica-se, desde 2011, ao tema do luto materno e a implantação de uma rede de apoio a enlutados.

## Atuação profissional
Márcia Noleto foi Secretária Social no Consulado Geral da França no RJ (1998-2016), onde trabalhou durante 18 anos. Foi assessora direta dos seguintes cônsules: Denis Delbourg (1996-2000), Richard Barbeyron (2000-2004), Philippe Dupont (2004-2006), Hugues Goisbault (2006-2010), Jean Claude Moyret (2010-2013) e Brice Roquefeuil (2013-2017).
Nesta função, atuava organizando e coordenando eventos sociais, culturais, jantares e eventos protocolares com ministros, diplomatas de vários países, comitivas culturais e artísticas. Seu cargo tinha como função fazer o elo e as devidas apresentações entre as autoridades francesas e as autoridades locais
como governadores, prefeitos, secretários municipais, diretores de empresas e artistas.
Foi responsável pela organização de inúmeros eventos e intercâmbios entre os dois países, recebendo e organizando condecorações e recepções, no âmbito da instituição, de vários líderes políticos e intelectuais, tais como Jacques Chirac, Nicolas Sarkozy, Christine Lagarde (Presidente do Banco Central Europeu), Carla Bruni, prefeitos e deputados de várias cidades francesas,  Jacques Derrida, Catherine Deneuve, Charles Aznavour, Henri Salvador,  Audrey Tautou, Michel Legrand, participantes do Festival de Cinema Varilux, entre outros.
Organizou, sucessivamente, 19 comemorações da festa tradicional do "14 Juillet", sendo a mais importante, no Palácio Itamaraty, durante o Ano da França no Brasil, em 2005, quando a iniciativa do governo dos dois países
teve como objetivo aprofundar as relações bilaterais no âmbito cultural, acadêmico e econômico. No Forte de Copacabana, organizou duas festas nacionais que reunir a comunidade carioca e francesa, o "Festival de Cultura Francesa C’est Si Bon" criado para celebrar a presença da cultura francesa no Brasil (2007 e 2008). Neste Festival, houve a participação, trazida por Noleto, do grupo Bernard Finnes Quartet e chefs como Christophe Lidy (Garcia & Rodrigues), Daniel Américo (La Cigale), Rolland Villard (Le Pré Catelan),
Frederic Monnier (Brasserie Rosário), Patrick Blancard e Philippe Brye (Traiteurs de France), Olivier Cozan (Olivier Cozan) e Maria Victória (Bistrô Montagu).
Márcia Noleto ficou conhecida após a sua saída do Consulado Geral da França no Rio de Janeiro, quando perdeu a sua filha Mariana Fernandes Noleto em um acidente de helicóptero, em Trancoso (junho, 2011) e decidiu fundar o Grupo Mães Semnome, rede de apoio a mães enlutadas e, posteriormente, a C-FEN: clínica e cursos em Fenomenologia, em 2021.

## Grupo Mães Semnome
O grupo Mães Semnome tem sua origem, no Facebook, no ano de 2011, a partir de conversas com mães enlutadas. A ideia de trocar informações sobre o processo de luto materno entre pessoas que passaram pela mesma experiência se tornou a tônica do grupo pioneiro de apoio a mães enlutadas que tem como base a simples ideia: colocar em contato mães que perderam seus filhos, das mais diversas formas, para o compartilhamento de suas histórias e experiências similares entre elas.

## Criação do Instituto
Em 2016, com o suporte jurídico da Clínica Lajes - Laboratório de Assessoria Jurídica e Organizações Sociais da Fundação Getúlio Vargas o Mães Semnome se transformou em Instituto.  Quarenta alunos do Departamento de Direito da Fundação Getúlio Vargas formalizaram seu estatuto e ajudaram a escrever a “Cartilha Jurídica do Luto”, um livro constituído a partir das experiências das próprias mães que foram à FGV para contar pessoalmente suas histórias. Nele, em uma linguagem simples e direta, fez-se um mapeamento das principais dúvidas e orientações práticas sobre casos de falecimento, desaparecimento, questões funerárias, patrimoniais e sucessórias. Na ocasião, a novelista Glória Perez, mãe da atriz Daniela Perez, assassinada há 20 anos, se tornou a primeira associada do Instituto.

## A Dor "Semnome"
Em todo o seu trabalho, Márcia além de falar da importância do acolhimento psicológico durante o processo do luto materno, ela também convida as mães a participarem de todas as produções do grupo. Em seus livros, ela sempre cita as falas das próprias mães e cunha o termo: ‘mãe sem nome’. Termo que utiliza para sublinhar o quão inominável é esta dor.
Ela frisa que o luto materno é um tipo de dor que não recebeu, ao longo da história, um nome ou descrição específica. “Os dicionários fazem referência às viúvas e aos órfãos, mas não às mães e pais que perderam filhos. Esse fenômeno evidencia a invisibilidade dessa condição.  Por isso, é “necessária a existência de uma potente rede de apoio”, costuma dizer sempre Noleto. Para ela, o apoio psicológico e a partilha entre mães enlutadas feitas nos grupos terapêuticos é capaz de criar laços importantes em meio à essa experiência tão disruptiva.

## Ações, palestras, shows, entrevistas, encontros e redes sociais
- O Mães Semnome recebeu uma bênção especial do Papa Francisco ficando em uma área exclusivamente reservada para as mães enlutadas durante a Jornada Mundial da Juventude no Rio de Janeiro, em 2013.

- O Mães Semnome, com sua fundadora Márcia Noleto proferiu a palestra “Debatendo Formas de Superação” no Consulado da Argentina, em 2013.

- Dois Cappuccinos e a conta, Mauro Ventura, 2013, Jornal O Globo.
- O sorriso das mães de luto. Adalberto Neto, Jornal O Globo.

- Uma mãe reescrevendo a sua dor, Jornal O Globo, 2012.

- O Mães Semnome, com sua fundadora Márcia Noleto proferiu palestras na Cruz Vermelha, em 2014.

- O grupo Mães Semnome, por meio do Padre Omar Raposo, Reitor do Santuário do Cristo Redentor, ganhou o apoio da Arquidiocese do Rio de Janeiro. Ao mesmo tempo, a partir dessa interação, o símbolo da cidade foi iluminado, durante três anos sucessivos (2014, 2015 e 2016), no Dia das Mães, com as cores do logotipo do “Instituto Mães Semnome”. Durante todos esses anos, missas foram organizadas nesta data, junto ao Cristo, reunindo pessoas vindas de vários estados do país. As mães, de mãos dadas, vestidas com a camisa oficial do Instituto em círculo em volta do Cristo, faziam suas orações e depositavam rosas brancas na igreja do santuário para seus filhos mortos.

- ⦁	G1, Fantástico, Projeto na internet ajuda mães a superarem perda de filhos, 2014..

- O Mães Semnome organizou um show beneficente “All you need is love” no Teatro da Maison de France, em 2015, com a participação da Banda Bulldog, George Israel (Kid Abelha), Guto Goffi (Barão Vermelho), Duo Santoro, Ana Kucera, Taryn Szpilman, Matheus De Luca, Orquestra pela Música do Brasil, Bruno Gouvea (Biquini Cavadão) e com direção musical de Roger Henri (diretor musical da TV Globo). Com apoio do Consulado Geral da França no RJ, Fundação Getúlio Vargas, Brasserie Rosário e Banda Bulldog.

- O grupo Mães Semnome participou do programa “Ação Global”, da TV Globo, em 2016.

- Entrevista com o Jornalista Ricardo Boechat, Rádio Bandeirantes, 2016.

- Entrevista sobre a Cartilha Jurídica do Luto, Correio do Brasil, 2016.

- Entrevista sobre a Cartilha Jurídica do Luto, - Agência Radio Web - Porto Alegre. 2016.

- Entrevista sobre o Mães Semnome no Bate-Papo.com com Cadu Freitas- Radio MEC-AM, 2016.

- Matéria sobre a Cartilha Jurídica do Luto - Jornal O DIA. 2016.

- Matéria sobre a Cartilha Jurídica do Luto - Portal da Mulher. 2016.

- Entrevista sobre a Cartilha Jurídica do Luto - Radio Nacional Brasilia- EBC RADIOS. 2016.

- Encontro de Mães Enlutadas- Portal da Arquidiocese. 2016.

- Programa Parada Obrigatória. 2016.

- Site Sopa Cultural, Dia das Mães no Cristo Redentor. 2016.

- Participação do Programa Sem Censura, Leda Nagle. 2016.

- Dia das Mães no Cristo Redentor - Radio Nacional. 2016.

- Veja Rio, matéria sobre o show “All you need is love”, produzido no Teatro Maison de France.

- TV Brasil, evento Cristo Redentor, 2016.

- Conheça essa missão, Revista Veja Rio, 2017, Fabiano Sefarty.

- O Mães Semnome, proferiu com sua fundadora Márcia Noleto a palestra “Comunicação de Más notícias”, em 2016, para 70 policiais do Batalhão da Polícia Militar do Comando da Polícia Pacificadora. Complexo do Alemão.

- Entrevista com o Jornalista Ricardo Boechat, Rádio Bandeirantes, 2019.

- O Mães Semnome, proferiu com sua fundadora Márcia Noleto a palestra “Reflexões sobre a morte e o morrer: o lugar do luto na sociedade contemporânea”,” realizada na Faculdade IBMR, em 2016. Organização do Seminário Clínico (online): Intervenções na clínica para enlutados, 2019.

- O grupo Mães Semnome inspirou a elaboração de um curta-metragem dirigido pelo jornalista, dublador e cineasta Bruno Dias. O filme foi premiado no “Whattashort Independent International Film Festival”, em 2017, em New Deli, na India. Foi apresentado, também, na TV Câmara de São Paulo e produzido como um trabalho de fim de curso da Universidade Mackenzie. No filme, o diretor entrevista várias mães enlutadas e mostra a cerimônia do Dia das Mães no Cristo Redentor/RJ.

- O grupo Mães Semnome inspirou a elaboração de mais um curta-metragem chamado “O luto não morre” (2020). O filme é um trabalho sobre luto materno, realizado por alunas de Jornalismo do Centro Universitário FIAM FAAM, como projeto de conclusão de curso de jornalismo de Aline Mafort, Amanda Ramos,Larissa Martins, Roanna Kerbe com Edição de Laura Yonemoto e Aline Mafort. Gestão Técnica de Júlio Antônio Pinto e Marcos Valentim. Coordenação dos Profs. Me. Silvio Antonio Lui Anaz e Manuel Nabais da Furriela.

- O grupo Mães Semnome, participou de inúmeras visitas à Escola Tasso da Silveira, em Realengo, prestando apoio terapêutico e solidariedade às mães das treze crianças assassinadas no local e firmando parceria com a Associação Anjos de Realengo presidida por Adriana da Silveira.

- O grupo Mães Semnome, realizou reuniões, on-line, com a participação de psicólogas voluntárias, para atender mães enlutadas em decorrência da pandemia de Covid-19.

- O grupo Mães Semnome ofereceu plantão psicológico de atendimento individual, entre os dias 2 e 11 de maio de 2024 (proximidades do Dia das Mães), com o objetivo de acolher mulheres que, nessa época do ano, entram em intenso sofrimento pela perda dos seus filhos.

O grupo, atualmente, realiza dois encontros mensais (on-line) com uma equipe de 25 psicólogas, todas voluntárias, espalhadas pelo Brasil e outro presencial em sua sede no Rio de Janeiro, todos coordenados e supervisionados pela psicóloga Márcia Noleto. Em sua clínica, quando no formato presencial, são aplicadas dinâmicas de grupo. Todos os encontros são gratuitos. Em 14 anos, o grupo já ajudou milhares de mães em luto.
Outros
- http://globotv.globo.com/infoglobo/o-globo/v/maes-sem-nome/2631308/

- http://globotv.globo.com/rede-globo/fantastico/v/maes-que-perderam-filhos-se-unem-para-enfrentar-perda/3135934/

- https://globoplay.globo.com/v/3135934/

- https://g1.globo.com/rj/rio-de-janeiro/rj1/video/edicao-de-17052025-13607262.ghtml

- https://g1.globo.com/rj/rio-de-janeiro/rj2/video/edicao-de-08052024-12581680.ghtml

- https://agenciabrasil.ebc.com.br/geral/noticia/2025-05/grupos-terapeuticos-ajudam-maes-lidar-com-dor-inominavel-do-luto

- https://economiaempauta.com.br/grupos-terapeuticos-ajudam-maes-a-lidar-com-dor-inominavel-do-luto/

- https://www.portalmarceloaugusto.com.br/noticia/grupos-terapeuticos-ajudam-maes-a-lidar-com-dor-inominavel-do-luto

- https://vidaeacao.com.br/maes-semnome-grupo-fortalece-mulheres-dilaceradas-pela-dor-e-pelo-luto/

- https://cgn.inf.br/noticia/1831276/grupos-terapeuticos-ajudam-maes-a-lidar-com-dor-inominavel-do-luto/amp

- https://jc.uol.com.br/brasil/2025/05/11/maes-se-unem-para-reencontrar-alegria-e-superar-o-luto-da-perda-de-filhos-dor-inominavel.html

- https://vejario.abril.com.br/cidade/marcia-noleto-grupo-apoio-maes-sem-nome/

- https://portalc3.net/psicologa-lanca-livro-sobre-a-dor-e-a-ressignificacao-do-luto-materno/

- https://jprevistas.com/2025/04/noite-de-lancamento-e-leitura/

- https://oglobo-globo-com.cdn.ampproject.org/v/s/oglobo.globo.com/google/amp/blogs/ancelmo-gois/post/2025/04/depois-de-perder-a-filha-psicologa-lanca-o-livro-luto-materno.ghtml?amp_gsa=1&amp_js_v=a9&usqp=mq331AQIUAKwASCAAgM%3D#amp_ct=1751651687357&amp_tf=De%20%251%24s&aoh=17516516864596&referrer=https%3A%2F%2Fwww.google.com&ampshare=https%3A%2F%2Foglobo.globo.com%2Fblogs%2Fancelmo-gois%2Fpost%2F2025%2F04%2Fdepois-de-perder-a-filha-psicologa-lanca-o-livro-luto-materno.ghtml

- https://www.portaltela.com/vida/familia/2025/04/14/marcia-noleto-lanca-livro-sobre-luto-materno-e-celebra-15-anos-da-editora-via-verita

- https://www.riodasostras.rj.gov.br/livro-lutos-e-lancado-no-sabado/

- https://jbemfolhas.com.br/livro-revela-processo-de-luto-de-personalidades/

- https://veja.abril.com.br/comportamento/personalidades-se-abrem-sobre-o-luto-em-livro-revelador/

- https://oglobo.globo.com/rio/dois-cappuccinos-a-conta-com-marcia-noleto-7469834

- https://www.pressreader.com/brazil/jornal-do-commercio/20250511/281921663938491

- https://noticias-uol-com-br.cdn.ampproject.org/v/s/noticias.uol.com.br/ultimas-noticias/agencia-brasil/2025/05/10/grupos-terapeuticos-ajudam-maes-a-lidar-com-dor-inominavel-do-luto.amp.htm?amp_gsa=1&amp_js_v=a9&usqp=mq331AQIUAKwASCAAgM%3D#amp_tf=De%20%251%24s&aoh=17516521553777&referrer=https%3A%2F%2Fwww.google.com&ampshare=https%3A%2F%2Fnoticias.uol.com.br%2Fultimas-noticias%2Fagencia-brasil%2F2025%2F05%2F10%2Fgrupos-terapeuticos-ajudam-maes-a-lidar-com-dor-inominavel-do-luto.htm

- https://piauihoje.com/noticias/geral/grupos-terapeuticos-ajudam-maes-a-lidar-com-quot-dor-inominavel-quot-do-luto-437386.html

- https://comunicaam-com-br.cdn.ampproject.org/v/s/comunicaam.com.br/noticia/10923/grupos-terapeuticos-ajudam-maes-a-lidar-com-dor-inominavel-do-luto.amp?amp_gsa=1&amp_js_v=a9&usqp=mq331AQIUAKwASCAAgM%3D#amp_tf=De%20%251%24s&aoh=17516523715076&referrer=https%3A%2F%2Fwww.google.com&ampshare=https%3A%2F%2Fcomunicaam.com.br%2Fnoticia%2F10923%2Fgrupos-terapeuticos-ajudam-maes-a-lidar-com-dor-inominavel-do-luto.html

- https://progrestino.com/noticia/216/grupos-terapeuticos-ajudam-maes-a-lidar-com-dor-inominavel-do-luto.html

- https://www-jornalpontagrossa-com-br.cdn.ampproject.org/v/s/www.jornalpontagrossa.com.br/noticia/135319/grupos-terapeuticos-ajudam-maes-a-lidar-com-aquot-dor-inominavelaquot-do-luto/amp?amp_gsa=1&amp_js_v=a9&usqp=mq331AQIUAKwASCAAgM%3D#amp_tf=De%20%251%24s&aoh=17516524331281&referrer=https%3A%2F%2Fwww.google.com&ampshare=https%3A%2F%2Fwww.jornalpontagrossa.com.br%2Fnoticia%2F135319%2Fgrupos-terapeuticos-ajudam-maes-a-lidar-com-aquot-dor-inominavelaquot-do-luto

- https://infograficos.oglobo.globo.com/rio/bairros/maes-sem-nome.html

- https://oglobo-globo-com.cdn.ampproject.org/v/s/oglobo.globo.com/rio/bairros/o-sorriso-das-maes-de-luto-8645868?amp_gsa=1&amp_js_v=a9&usqp=mq331AQIUAKwASCAAgM%3D&versao=amp#amp_tf=De%20%251%24s&aoh=17516526443297&referrer=https%3A%2F%2Fwww.google.com&ampshare=https%3A%2F%2Foglobo.globo.com%2Frio%2Fbairros%2Fo-sorriso-das-maes-de-luto-8645868

- https://oglobo.globo.com/rio/bairros/maes-sem-nome-14349352

- https://g1.globo.com/fantastico/noticia/2014/02/projeto-na-internet-ajuda-maes-superarem-perda-dos-filhos.html

- https://jc.uol.com.br/brasil/2025/05/11/maes-se-unem-para-reencontrar-alegria-e-superar-o-luto-da-perda-de-filhos-dor-inominavel.html

- https://www.acidigital.com/noticia/28733/cristo-redentor-recebe-iluminacao-especial-em-homenagem-as-maes

- https://santuariocristoredentor.com.br/noticias/cristo-redentor-recebe-iluminacao-especial-em-homenagem-as-maes

- https://www.magazineeacao.com.br/maes-semnome/

- https://g1.globo.com/google/amp/rj/rio-de-janeiro/noticia/2024/05/01/dia-das-maes-grupo-de-apoio-cria-plantao-psicologico-gratuito-para-auxiliar-quem-passa-por-luto.ghtml

- https://pedrohenriquevozport.blogspot.fr/2013/05/debatendo-formas-de-superacao-com.html

- https://sylviadecastro.blogspot.fr/2013/05/petit-pois_22.html?showComment=1370531484214#c2957583413636675441

- https://www.bpwrj.org.br/paginas/MesaredondaDebatendoformasdesuperacao.html

- https://www.jcom.com.br/colunas/145243/Marcia_Peltier_Destino_Brasil

- https://allevents.in/Rio%20de%20Janeiro/DEBATENDO-FORMAS-DE-SUPERA%C3%87AO-COM-MARCIA-NOLETO-E-PROFISSIONAIS-ESPECIALIZADOS-NO-ASSUNTO/359507260822745

- https://vejario.abril.com.br/coluna/fabiano-serfaty/maes-sem-nome-conheca-esta-missao-de-vida/

- http://oglobo.globo.com/rio/ancelmo/posts/2014/06/28/a-coluna-de-hoje-540921.asp

- http://www.sidneyrezende.com/noticia/228896+maes+sem+nome

- http://www.jb.com.br/anna-ramalho/noticias/2014/05/09/dia-das-maes-solidario/

- http://oglobo.globo.com/rio/ancelmo/posts/2014/02/13/pagina-do-maes-sem-nome-clonada-no-facebook-524308.asp

- http://ultimosegundo.ig.com.br/brasil/rj/2013-07-26/uma-mae-pode-repetir-milhoes-de-vezes-o-que-sente-sem-ser-recriminada.html

- http://colunas.revistaepoca.globo.com/brunoastuto/2012/08/27/uma-mae-reescrevendo-sua-dor-replica-do-cristo-redentor-chega-a-paris/

- https://www.estadao.com.br/saude/nao-quero-parar-de-sentir-saudade-penso-nele-todos-os-dias-diz-lucinha-araujo-mae-de-cazuza/?srsltid=AfmBOoq30s3Z8_4aA9NexJcEyD1k3J-qvoaCceaSrfACp7C8zNR0_aJY

- https://oglobo.globo.com/blogs/ancelmo-gois/post/2025/04/depois-de-perder-a-filha-psicologa-lanca-o-livro-luto-materno.ghtml

Rádios e podcasts
- https://www.podcasts.com/confronto-manchete-abril-de-2014--0fa68bc7d/episode/MAES-SEM-NOME-Como-encarar-a-morte-do-filho-Maes-do-grupo-Maes-Sem-Nome-abrem-o-coracao-e-falam-sobre-a-morte-dos-filhos-e-como-lidam-com-essa-perda-a1c8

- http://radios.ebc.com.br/bate-papo-ponto-com/edicao/2014-10/superacao-do-luto

Youtube
- https://www.youtube.com/live/jZ9KL_sYVdQ?si=UN8lC_3r9NRFhj_3

- https://www.youtube.com/live/CllFDOVGm20?si=fopa-YtGVDzp40ME

- https://youtube.com/shorts/0rjHGXMbbpo?si=BqHOnRTWolMFS_qK

- https://www.youtube.com/watch?v=jH6hJOjNexE

- https://www.youtube.com/watch?v=ECHCyQTPdwU&feature=youtu.be

Instagram e Facebook
- https://www.facebook.com/share/r/16hmbKD6vy/

- https://www.instagram.com/reel/C9H1n0Dux97/?igsh=MXg4ajh5cWF3Nmp5eg==

- https://www.instagram.com/p/C25VVJkpcHS/?igsh=MXN5NTllajkzMDdkNA==

- https://www.instagram.com/p/Bl_2FCZFslm/?igsh=bmRkZ25zYXpsdXA0

- https://www.instagram.com/p/Bm6x7sIgUw1/?igsh=MWV0YzhqeDB0dTJkeQ==

- https://www.instagram.com/p/Bm9Gu1HAoQU/?igsh=NnB5ODB1MGE1cmdp

- https://www.instagram.com/p/Bnl00Sgnkvz/?igsh=b3J4ZG9hc2pkeWpx

- https://www.instagram.com/p/BoUdwXJHXLq/?igsh=OW5tdXI4bmoybHRz

- https://www.instagram.com/p/Bs5H-HyAuMO/?igsh=NzNxb2M2YTlvMmx6

- https://www.instagram.com/p/Bs6MVIYAa0R/?igsh=MWF0bnNhZjJldnoycQ==

- https://www.instagram.com/p/Bt96Jk2Hzs2/?igsh=bnliY296ZHp1bnl5

- https://www.instagram.com/p/BuyP5yDnBqF/?igsh=MWtqZWloOXY5c2dlYw==

- https://www.instagram.com/p/BysrsC1JIov/?igsh=MWEwcjN2OHdvb3Nlbw==

- https://www.instagram.com/p/B1P31_kH-lI/?igsh=ajUxZ3NrcDl4M2Jr

- https://www.instagram.com/p/CELN2zZph5O/?igsh=aGRyN3JpNmZneGYz

## Projeto Mães Semnome /OAB Mulher 2025
O projeto de continuidade da Cartilha Jurídica do Luto, realizada em 2016, junto a Fundação Getúlio Vargas (FGV-RJ), proposto ao Comitê OAB-Mulher é o mais recente no qual Márcia está envolvida. O Grupo Mães Semnome, a partir da longa experiência de acolhimento a mães enlutadas, reafirma a relevância do desenvolvimento de um olhar mais humanizado para as demandas da mulher/mãe enlutada como o melhor caminho para uma sociedade mais justa e empática. Para isso, um livro está sendo produzido, abordando casos de mães enlutadas, mesclando análises de profissionais da Psicologia e do Direito.
Na sequência, advogadas escolhidas pelo Comitê OAB Mulher, vão elaborar uma análise jurídica sobre os casos e poderão discorrer sobre leis já existentes e projetos de leis que possam ser elaborados. O projeto busca preparar um material, com cunho educativo e humanizado, no qual as mães enlutadas e a sociedade conheçam alguns dos seus direitos ou previsões legais que as protegem em um momento de tanta fragilidade biopsicossocial, dando-lhes alguma visibilidade.

## Obras publicadas
Cartilha Jurídica do Luto: orientações práticas e jurídicas aos familiares/Escola de Direito do Rio de Janeiro da Fundação Getúlio Vargas - Rio de Janeiro, 2016. (Cadernos FGV Direito Rio. Clínicas; 5)
Revés de um Parto: Luto Materno/organização Karina Okajima Fukumitsu - 1.ed. – São Paulo: Summus, 2022. Depoimentos de:
Lutos /organização Márcia Noleto, Mariana Magalhães 1.ed. - São Paulo: Summus, 2024. Prefácio: Maria Helena Pereira Franco. Depoimentos de: Camila Alves, Chico Alencar, Daniel Carvalho, Eduardo Medeiros, Eliane Arenas, Fernanda Chaves, Gilberto Gil, José Mauro Brandt, Jovita Belfort, Leandro Frederico Marques, Lucinha Araújo, Márcia Noleto, Marcus Vinicius Pavan, Margareth Pretti Dalcomo, Mariana Magalhães, Monica Benício, Victor Meneses, Williams Amaral Nogueira.
Luto Materno: uma compreensão fenomenológico-hermenêutica por meio da partilha entre mulheres na clínica de grupos. Noleto, Márcia Cristina Massena Fernandes, 1.ed. – Rio de Janeiro: Via Verita - 2025. Prefácio: Ana Tereza Camasmie.

## Artigos
O Imensurável da Experiência do Luto Materno, The Immeasurable Experience of Maternal Grief, Lo inconmensurable del Luto Materno.
Autoras: Márcia Cristina Massena Fernandes Noleto e Ana Maria Lopez Calvo de Feijoo
Resumo: Neste trabalho, investigamos a experiência de seis mães enlutadas pela morte de seus filhos. As experiências concretas, tal como descritas pelas mães, nos permitem acompanhar o fenômeno do luto materno. Ao analisar fenomenologicamente o sentido encontrado no âmbito da experiência do luto, precisamos, em um primeiro momento, recuar frente às interpretações correntes sobre o luto, subtraindo a conotação patologizante que muitas vezes é atribuída a essa experiência. Após essa postura metodológica, acompanhamos os vetores internos mobilizadores da experiência do luto e, por fim, alcançamos a dinâmica e a estrutura do próprio fenômeno. Com a análise fenomenológica, constatamos doze unidades de significado presentes no relato das mães enlutadas: a imortalidade por meio de homenagens e comemorações; a eternidade do luto; a saudade e a lembrança; a luta contra o esquecimento; o pedido de ajuda; o ver para além do corpo; o vazio que não se preenche; a vida continua, mesmo que a do filho não; a crença em Deus e no reencontro; o afeto do amor; o inexplicável e imensurável do luto.
https://www.scielo.br/j/pcp/a/ysKrWcpS4P7fPrsZHQRnqXJ/

As enigmáticas expressões do homem moderno frente às pandemias, The enigmatic expressions of modern man inface of pandemics
Autoras: Márcia Cristina Massena Fernandes Noleto, Ana Maria Lopez Calvo de Feijoo, Myriam Moreira Protasio, Elina Eunice Montechiari Pietrani, Elvira Maria Silva Lopes, Flávia Moreira Protasio.
Resumo: O objetivo deste estudo consiste em compreender o comportamento do homem em situações de pandemia. Percorremos a história das afetações sofridas pelas pessoas durante as pandemias, de modo a poder descrever as diferentes expressões do homem frente a algo que, em um dado momento, assola a humanidade. Acreditamos que seja de grande relevância acompanhar o comportamento do homem em diferentes períodos históricos, para, assim, entendermos mais claramente o que acontece hoje. Para alcançar nossos objetivos, realizamos pesquisa bibliográfica que incluiu matérias veiculadas em jornais de grande circulação; artigos no Portal da Fiocruz; artigos e livros no Portal do Google Acadêmico; por fim, recorremos aos dispositivos da Organização Mundial da Saúde e da Secretaria de Saúde do Estado do Rio de Janeiro, para nos inteirarmos das resoluções e protocolos na lida com as situações oriundas da Covid-19. Defendemos que, ao vermos a maneira como o homem reage a situações como a proporcionada pela pandemia, aproximamo-nos do modo como os homens enfrentaram as pandemias e das soluções e dificuldades por eles encontradas.  Concluímos que, frente à morte que se escancara no nosso cotidiano, a nossa condição humana de mortais e vulneráveis se mostra, retirando-nos a ilusão de poder e controle. Disso resulta o que denominamos de transtornos, tais como ansiedade, fobias e compulsões. Por fim, de posse dessas informações constatamos que a atuação do psicólogo, para além da confecção de cartilhas e manuais, deve compreender também as expressões enigmáticas presentes em épocas de pandemia. Esse profissional acolhe o outro frente a sua expressão de vulnerabilidade e medo, bem como frente a sua expressão de indiferença e descrença. O psicólogo sabe que tudo isso não é nada mais nada menos que o caráter de liberdade do homem que grita e se faz aparecer e, assim, pode acolher qualquer realidade, até mesmo essa que até então parecia inusitada.
https://www2.ifrn.edu.br/ojs/index.php/HOLOS/article/view/11498

Desafios e possibilidades da psicologia no luto materno por violência.

Autoras: Márcia Cristina Massena Fernandes Noleto, Bruna Pinto Martins Brito, Carla Cristina Silvestre Meirelles, Cleide Neves de Aquino, Vanessa Jabour Moreira Rodrigues (CRP: 05/74127)
Resumo:
Neste trabalho, investigamos a importância das possibilidades de atuação da psicóloga perante a ausência de políticas públicas de acolhimento ao luto materno em sua amplitude, tais como os lutos desencadeados por violência urbana. Para tal, faremos uma breve análise político-social no que tange a saúde mental do cenário brasileiro, destacando a ausência de políticas voltadas para esse tema em questão, sobre as definições básicas sobre o conceito de luto e do impacto da hipermedicalização nas mulheres enlutadas. A análise apresentada do sentido encontrado no âmbito da experiência do enlutamento vai em direção contrária às
interpretações frequentes sobre o tema, pois nega a conotação patologizante que muitas vezes é atribuída a essa experiência. Para dar maior veracidade ao artigo apresentado, traremos as experiências concretas das próprias mulheres que vivenciam e ilustram o fenômeno do luto materno e a importância dos grupos terapêuticos como um instrumento complementar à clínica individual, através do conceito de Espaço Relacional sendo esse o espaço-tempo vivido das emoções, partilhas e da relação de cuidado.
Publicação no site do Conselho Regional de Psicologia - RJ
As obras de Márcia Noleto abordam de forma sensível e direta questões relacionadas à finitude, ao luto em geral e mais especificamente ao luto materno, tema em que se debruçou após ter vivido a experiência da morte de sua filha, dando voz a milhares de mulheres enlutadas. Trata, também, do tema da esperança e da rearticulação da vida após eventos disruptivos ajudando na reflexão do enfrentamento de grandes crises.

Luto Materno: uma compreensão fenomenológico-hermenêutica por meio da partilha entre mulheres na clínica de grupos.
Dissertação de Mestrado UERJ: https://www.bdtd.uerj.br:8443/bitstream/1/20342/2/Disserta%C3%A7%C3%A3o%20-%20M%C3%A1rcia%20Cristina%20Massena%20Fernandes%20Noleto%20-%202023%20-%20Completa.pdf.

## Reconhecimento
Márcia Noleto tem ativa participação na conscientização da importância da elaboração de políticas públicas que venham sensibilizar a população em geral para um melhor acolhimento e cuidados terapêuticos a mães enlutadas. Participou de debates, ao lado de outras referências sobre o tema do luto, sobre a Lei 15.139/2025, que institui a Política Nacional de Humanização do Luto Materno e Parental: norma que assegura a humanização do atendimento às mulheres e aos familiares no momento do luto por perda gestacional por óbito fetal ou óbito neonatal. Seus livros, artigos, palestras e dinâmicas de grupo com mulheres enlutadas contribuem sobremaneira para o interesse de um amplo público, incluindo celebridades que se identificaram e participaram dando depoimentos para seus livros e tornaram-se apoiadores de seus projetos. Sua luta denuncia a falta de fiscalização, negligência e impunidade que estão, na maioria das vezes, presentes nos casos de luto que conhece.
Após uma matéria veiculada no programa “Fantástico”, da TV Globo, de 9 de fevereiro de 2014 sobre o trabalho realizado pelo Mães Semnome, o grupo informal atingiu mais de 22.600 curtidas no Facebook (rede potente na época). Mulheres de vários estados do Brasil e, inclusive, de outros países passaram a enviar mensagens à Márcia falando sobre suas perdas. Quando cunhou esse termo, Noleto não imaginou que ele se tornaria um adjetivo e que apareceria, mais tarde, como referência em textos acadêmicos e jornalísticos sobre perdas. As mães lhe procuravam e diziam: sou uma mãe semnome.
https://www.instagram.com/p/B1P31_kH-lI/?igsh=MTNnNG5zZzE2bDlsdA==

## Documentários inspirados no Grupo Mães Semnome
Documentário "Mães Semnome"
O documentário “Mães Semnome” foi dirigido pelo jornalista, dublador e cineasta Bruno Dias. Foi premiado no “Whattashort Independent International Film Festival”, em 2017, em New Deli, na India. Foi apresentado, também, na TV Câmara de São Paulo e produzido como um trabalho de fim de curso da Universidade Mackenzie. No filme, o diretor entrevista várias mães enlutadas e mostra a cerimônia do Dia das Mães no Cristo Redentor/RJ.
Trailer do documentário: https://www.youtube.com/watch?v=nnFLrRUsEZQ&ab_channel=BrunoDiasJornalista
Versão completa: https://www.youtube.com/watch?app=desktop&v=O5TfVU5hEOo
Documentário “O luto não morre” (2020)
O documentário “O luto não morre” é um trabalho sobre luto materno, realizado por alunas de Jornalismo do Centro Universitário FIAM FAAM, como projeto de conclusão de curso de jornalismo de Aline Mafort, Amanda Ramos,Larissa Martins, Roanna Kerbe com Edição de Laura Yonemoto e Aline Mafort. Gestão Técnica de Júlio Antônio Pinto e Marcos Valentim. Coordenação dos Profs. Me. Silvio Antonio Lui Anaz e Manuel Nabais da Furriela.
Versão completa: https://www.youtube.com/watch?v=fP9jG5KJJmU